# NGC 4779
NGC 4779 est une galaxie spirale barrée située dans la constellation de la Vierge. Sa vitesse par rapport au fond diffus cosmologique est de 3 151 ± 22 km/s, ce qui correspond à une distance de Hubble de 46,5 ± 3,3 Mpc (∼152 millions d'al). NGC 4779 a été découverte par l'astronome germano-britannique William Herschel en 1784.
La classe de luminosité de NGC 4779 est II-III et elle présente une large raie HI. Elle renferme également des régions d'hydrogène ionisé. De plus, c'est une galaxie à sursaut de formation d'étoiles.
NGC 4779 est une galaxie dont le noyau brille dans le domaine de l'ultraviolet. Elle est inscrite dans le catalogue de Markarian sous la cote Mrk 781 (MK 781).
En raison d'une brillance de surface égale à 14,04 mag/am2, on peut qualifier NGC 4779 de galaxie à faible brillance de surface (LSB en anglais pour low surface brightness). Les galaxies LSB sont des galaxies diffuses (D) avec une brillance de surface inférieure de moins d'une magnitude à celle du ciel nocturne ambiant.
À ce jour, quatre mesures non basées sur le décalage vers le rouge (redshift) donnent une distance de 40,350 ± 1,127 Mpc (∼132 millions d'al), ce qui est tout juste à l'extérieur des valeurs de la distance de Hubble. Notons cependant que c'est avec la valeur moyenne des mesures indépendantes, lorsqu'elles existent, que la base de données NASA/IPAC calcule le diamètre d'une galaxie et qu'en conséquence le diamètre de NGC 4779 pourrait être d'environ 29,7 kpc (∼96 900 al) si on utilisait la distance de Hubble pour le calculer.